# Chaptalia turquinensis
Chaptalia turquinensis là một loài thực vật có hoa trong họ Cúc. Loài này được Borhidi & O.Muñiz mô tả khoa học đầu tiên năm 1972.